# Aartsbisdom Lviv

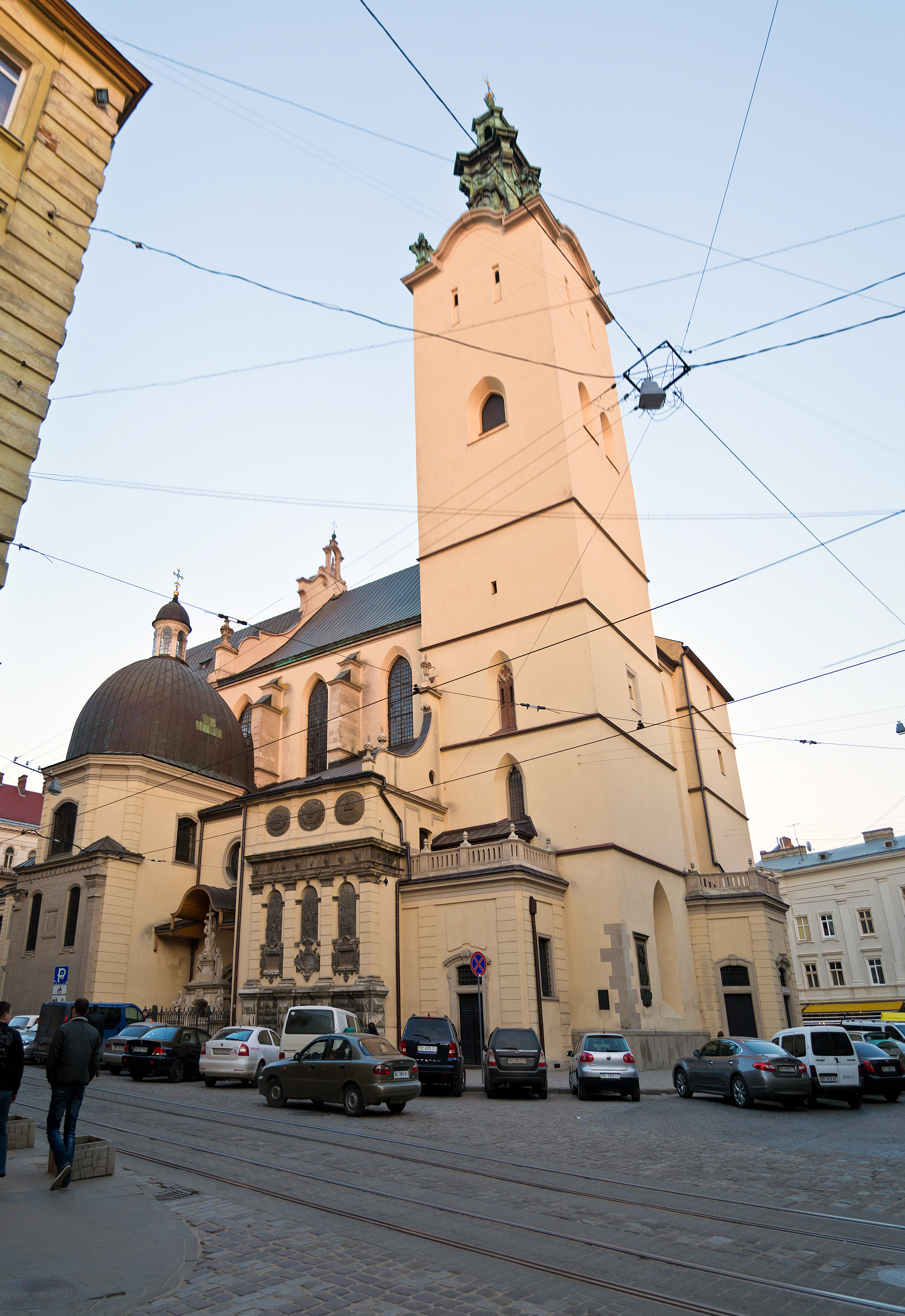
Kathedraal van Lviv

Het (Latijns) aartsbisdom Lviv (Oekraïens: Львівська архідієцезія, Latijn: Archidioecesis Leopolitana Latinorum) is een rooms-katholiek aartsbisdom met als zetel Lviv, de hoofdplaats van de oblast Lviv in Oekraïne.

## Geschiedenis
Het aartsbisdom werd opgericht in 1361 als het bisdom Halytsj. Op 13 februari 1375 werd het verheven tot een metropolitaan-aartsbisdom. Op 28 augustus 1412 veranderde het van naam naar aartsbisdom Lviv.
Het verwierf gebied van het bisdom Przemyśl in 1931 en verloor gebied bij de oprichting van de apostolische administratie Lubaczów in 1991.

## Parochies
In 2019 telde het aartsbisdom 178 parochies. Het aartsbisdom had in 2019 een oppervlakte van 57.681 km2 en telde 5.864.000 inwoners waarvan 2,4% rooms-katholiek was.

## Suffragane bisdommen

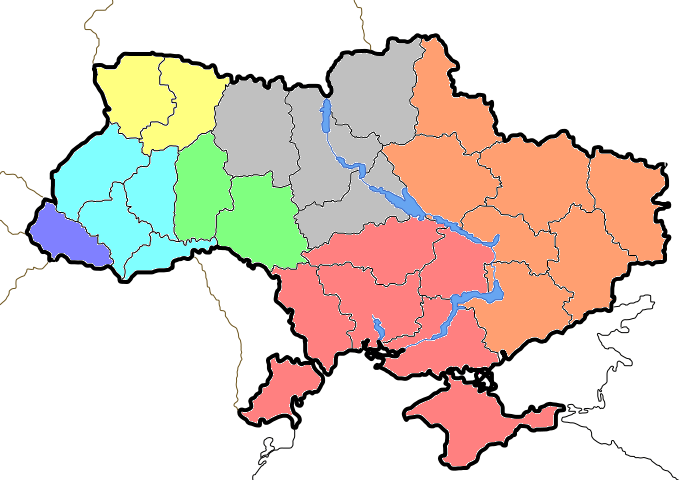
Kaart van de kerkprovincie Lviv met de bisdommen in Oekraïne
Lviv: lichtblauw
Kamjanets-Podilsky: groen
Charkov-Zaporizja: oranje
Kiev-Schytomyr: grijs
Loetsk: geel
Moekatsjeve: paars
Odessa-Simferopol: rood

Lviv heeft zes suffragane bisdommen, waarmee het een kerkprovincie vormt:
- Bisdom Kamjanets-Podilsky
- Bisdom Charkov-Zaporizja
- Bisdom Kiev-Schytomyr
- Bisdom Loetsk
- Bisdom Moekatsjeve
- Bisdom Odessa-Simferopol

## Bisschoppen
- Bernard de Jelilta (1385 - 1391)
- Jakub Strepa (1392 - 20 oktober 1409)
- Mikołaj Trąba (18 juni 1410 - 30 april 1412)
- Johann Rzeszowski (26 augustus 1412 - 12 augustus 1436)
- Jan Odrowąż (25 februari 1437 - september 1450)
- Grzegorz z Sanoka (17 maart 1451 - 29 januari 1477)
- Jan Długosz (2 juni 1480 - 1481)
- Jan Strzelecki (9 mei 1481 - 26 augustus 1488)
- Andrzej Boryszewski (23 mei 1488 - 18 december 1503)
- Bernard Wilczek (28 april 1505 - 1540)
- Piotr Starzechowski (31 mei 1540 - 1 april 1554)
- Feliks Ligęza (7 januari 1555 - 26 februari 1560)
- Paweł Tarło (15 januari 1561 - 21 mei 1565)
- Stanisław Słomowski (7 september 1565 - 22 september 1575)
- Jan Sienieński (10 december 1576 - 1582)
- Jan Dymitr Solikowski (28 maart 1583 - 27 juni 1603)
- Jan Zamoyski (4 februari 1604 - 30 maart 1614)
- Jan Andrzej Próchnicki (24 november 1614 - 13 mei 1633)
- Stanisław Grochowski (19 december 1633 - 1 maart 1645)
- Mikołaj Krosnowski (12 juni 1645 - 26 september 1653)
- Jan Tarnowski (6 juli 1654 - 24 augustus 1669)
- Wojciech Jan Koryciński (30 juni 1670 - 17 januari 1677)
- Konstanty Samuel Lipski (17 maart 1681 - 19 mei 1698)
- Konstantyn Józef Zieliński (30 maart 1700 - 17 februari 1709)
- Mikołaj Popławski (21 juli 1710 - 7 september 1711)
- Jan Skarbek (30 januari 1713 - 2 december 1733)
- Mikołaj Ignacy Wyżycki (6 mei 1737 - 7 april 1757)
- Władysław Aleksander Łubieński (13 maart 1758 - 9 april 1759)
- Wacław Hieronim Sierakowski (21 juli 1760 - 25 oktober 1780)
- Ferdynand Onufry Kicki (25 oktober 1780 - 1 februari 1797)
- Kajetan Ignacy Kicki (18 december 1797 - 15 januari 1812)
- Andrzej Alojzy Ankwicz (15 maart 1815 - 30 september 1833)
- Franciszek Ksawery Luszin (23 juni 1834 - 6 april 1835)
- Franciszek de Paula Pišték (1 februari 1836 - 1 februari 1846)
- Wacław Wilhelm Wacławiczek (17 december 1847 - 29 mei 1848)
- Łukasz Baraniecki (28 september 1849 - 30 juni 1858)
- Franciszek Ksawery Wierzchlejski (23 maart 1860 - 17 april 1884)
- Seweryn Tytus Morawski-Dąbrowa (27 maart 1885 - 2 mei 1900)
- Józef Bilczewski (17 december 1900 - 20 maart 1923; heilig verklaard)
- Bolesław Twardowski (3 augustus 1923 - 22 november 1944)
- Eugeniusz Baziak (22 november 1944 - 15 juni 1962)
- Marian Franciszek Jaworski (16 januari 1991 - 21 oktober 2008)
- Mieczysław Mokrzycki (21 oktober 2008 - heden)